# Primus interpares
Primus Interpares (Primero entre sus Pares) es el Séptimo álbum del grupo Brasileño Patrulha Do Espaço y el primero luego de 7 años de Ausencia en el estudio; Este disco también representa la Primera colaboración desde 1980 en un estudio de Percy Weiss con Castello Jr. cosa que no ocurrida desde el Primer álbum de la banda.
Este disco es un homenaje al Fallecido Bajista y Vocalista del Sergio Santana y el cual contiene canciones de su autoría dentro de las Interpretaciones destaca "Olho Animal","Festa do Rock", "Columbia","Gata", entre otras. 
Otro dato es que en la versión orinal en vinilo las canciones "Gata" & "Patria Amada" no estaban en el disco; estas pertenecen a un demo grabado en 1997, donde se contaría con la presencia de Oasvaldo "Cokinho" Gennari en bajo en Lugar de René Seabra y sin la participación de Xando Zupo.

## Lista de canciones.
1. Satisfação (Canción Inédita)
2. Olho Animal (Pertenece al disco "Patrulha 85")
3. Cidade Nua (Canción Grabada en un demo de 1988)
4. Robot (Pertenece al disco "Patrulha 85")
5. Cão Vadio (Pertenece al disco "Patrulha")
6. Festa do Rock (Pertenece al disco "Patrulha")
7. Bomba (Pertenece al disco "Patrulha")
8. Mulher Fácil (Pertenece al disco "Patrulha 85")
9. Columbia (Pertenece al disco "Patrulha")
10. Serial Killer (Canción Inédita)
11. Gata (Canción Grabada en un demo de 1988) [Agregada en la Reedición de 1997]
12. Pátria Amada (Canción Grabada en un demo de 1988) [Agregada en la Reedición de 1997]

## Músicos.
- Percy Weiss- Voz.
- Rubens Gióia- Guitarra Principal.
- Xando Zupo- Guitarra. (Excepto "Gata" & "Patria Amada")
- René Seabra- Bajo.
- Rolando Castello Jr.- Batería.
- Osvaldo Gennari- Bajo en "Gata" & "Patria Amada".

- Datos: Q30917269